# The Wise Man’s Fear
The Wise Man’s Fear ist eine im Jahr 2013 gegründete Metalcore-/Post-Hardcore-Band aus Indianas Hauptstadt Indianapolis.

## Geschichte
The Wise Man’s Fear wurden im Jahr 2013 in Indianas Hauptstadt Indianapolis unter dem Namen A Star-Crossed Wasteland gegründet und besteht aus den beiden Sängern Joseph Sammuel und Tyler Eads, den beiden Gitarristen Codi Chambers und Nathan Kane, welcher zudem als Hintergrundsänger fungiert, sowie aus dem E-Bassist Thomas Barham und dem Schlagzeuger Paul Lierman, der auch die Liedtexte der Gruppe schreibt. Zuvor spielten die Musiker in verschiedensten Gruppen. Der frühere Sänger Joe Dennis, Tyler Eads und Thomas Barmann gingen gemeinsam zur High School und spielten gemeinsam in diversen Bands. Zu Beginn ihrer Zeit am College lernte das Trio Schlagzeuger Paul Lierman und Nathan Kane kennen. Mit Codi Chambers kamen die Musiker über die Plattform Craigslist in Kontakt.
Zwei Jahre nach der Bandgründung veröffentlichte die Gruppe mit Castle in the Clouds am 9. Juli 2015 ihr Debütalbum, welches in Eigenregie produziert und veröffentlicht wurde. Hierbei arbeitete die Gruppe mit dem Produzenten Johnny Franck zusammen, mit dem die Gruppe das Album innerhalb von 20 Tagen einspielte. Zwischen dem 8. und 31. Juli 2016 war die Gruppe Vorband für Sea of Treachery und In Dying Arms auf der Fight the Parasites Tour, die durch die Vereinigten Staaten führte.
Im Jahr 2017 folgte die Veröffentlichung des zweiten Studioalbums, das den Namen Lost City trägt und ebenfalls komplett aus eigener Tasche finanziert wurde. Am 1. Mai 2020 kündigte die Gruppe ihr drittes Studioalbum Valley of Kings für den 29. Mai 2020 an und gab zeitgleich bekannt, einen Plattenvertrag mit SharpTone Records unterschrieben zu haben, die das Album weltweit veröffentlichten.
Da aufgrund der weltweiten COVID-19-Pandemie keine Konzerttouren und Festivals bespielt werden können, haben die Musiker bereits kurz nach der Veröffentlichung ihres dritten Studioalbums bereits mit dem Schreiben neuer Stücke für einen musikalischen Nachfolger begonnen.

## Stil
Die Musik der Gruppe baut auf den Fundamenten des Metalcore auf und erweitert die Grenzen dieser Musikrichtung durch weitere musikalische Einflüsse. Bei Castle in the Clouds und Lost City handelt es sich um zwei ineinander greifende Konzeptalben, in denen die Musiker eine Fantasy-Geschichte erzählen. Die Handlung der ersten drei Alben spielt im Universum, dass die Musiker Pneuma genannt haben. In einem Interview aus dem Jahr 2015 erklärten die Musiker, musikalisch von Gruppen wie Saosin, City in the Sea, Underoath, Envy on the Coast und Helia beeinflusst worden zu sein.
Auch sind musikalische Referenzen von Of Mice & Men, Like Moths to Flames und Parkway Drive erkennbar. Die Gruppe gibt sich aufgrund ihres musikalischen Konzeptes des Label „Fantasycore.“

## Name
Der Bandname bezieht sich auf den gleichnamigen Fantasyroman (deutsch: Die Furcht des Weisen) aus der Romanreihe Die Königsmörder-Chronik des Autors Patrick Rothfuss. Die Musiker wählten den Titel des Romans als ihren Bandnamen, um ein Statement gegen die zerstörerische Kraft des Stolzes abzugeben.

## Diskografie
- 2015: Castle in the Clouds (Album, Eigenverlag)
- 2017: Lost City (Album, Eigenverlag)
- 2020: Valley of Kings (Album, SharpTone Records)
- 2022: Atlas Ruinica (Album, Eigenverlag)